# ایان براون (بازیکن فوتبال، زاده ۱۹۶۵)
ایان براون (انگلیسی: Ian Brown؛ زادهٔ ۱۱ سپتامبر ۱۹۶۵) بازیکن فوتبال اهل بریتانیا است.
از باشگاه‌هایی که در آن بازی کرده‌است می‌توان به باشگاه فوتبال کولچستر یونایتد، باشگاه فوتبال لوتون تاون، باشگاه فوتبال ویتام تاون، باشگاه فوتبال ویتون یونایتد، باشگاه فوتبال چلمزفورد سیتی، باشگاه فوتبال براینتری تاون، باشگاه فوتبال بیرمنگام سیتی، باشگاه فوتبال استومارکت تاون، باشگاه فوتبال بریستول سیتی، باشگاه فوتبال فلیکستو و والتون یونایتد، باشگاه فوتبال مالدون و تیپتری، باشگاه فوتبال نورث‌همپتون تاون، و باشگاه فوتبال کلاکتون اشاره کرد.